# Scooby-Doo a kletba Kleopatry
Scooby-Doo a kletba Kleopatry (v anglickém originále Scooby-Doo! in Where's My Mummy?) je americký animovaný dobrodružný film z roku 2005, devátý z řady animovaných filmů natočených na motivy seriálů Scooby-Doo. Film měl ve Spojených státech premiéru v kinech 13. května 2005. Poprvé byl odvysílán 24. listopadu 2005 na stanici Cartoon Network. Na VHS a DVD byl vydán 13. prosince 2005. Vyroben byl společností Warner Bros Animation. Jedná se o poslední Scooby-Doo film, který byl vydán na VHS.

## Děj
Kleopatra ukryla do tajné hrobky poklad. Střeží ho ale armáda mumií. Parta záhadologů chce zastavit vykradače a zloděje, kteří se hodlají dostat se k ukrytému pokladu za každou cenu.

## Obsazení
- Frank Welker jako Scooby-Doo a Fred Jones
- Casey Kasem jako Shaggy Rogers
- Grey DeLisle jako Daphne Blake / Natasha
- Mindy Cohn jako Velma Dinkley
- Christine Baranski jako Amelia Von Butch
- Ajay Naidu jako Princ Omar Karam
- Ron Perlman jako Armin Granger aka Hotep
- Jeremy Piven jako Rock Rivers
- Wynton Marsalis jako Campbell
- Oded Fehr jako Amahl Ali Akbar
- Virginia Madsen jako Kleopatra